# Яни Лииматайнен
Яни Лииматайнен (на фински Jani Liimatainen) e финландски музикант, китарист. Роден е на 9 септември 1980 г. Живее в Кеми, Финландия. Основател на групата. Преди да се срещне с момчетата от „Соната Арктика“, Яни Лииматайнен и свирил в Black Horse.
Яни свири и с Altaria, с които записва два албума, но впоследствие ги напуска, за да се съсредоточи върху „Соната Арктика“. Освен това той има и страничен проект мелодична дет метъл група носещата името Graveyard Shift.
Вдъхновение му дават хубавата музика и бирата.
Напуска „Соната Арктика“ през август 2007 поради лични причини. Има слухове, че са го изгонили заради пиенето му и заради проблемите свързани с военната му служба.
Сега Яни има свой проект с барабанистът Risto Koskinen, наречен Sydänpuu